# Stazione di Trebbio
La stazione di Trebbio è una fermata ferroviaria posta lungo la linea Centrale Umbra, all'interno della città di Sansepolcro.